# Ончештій-Векі
Ончештій-Векі (рум. Onceștii Vechi) — село у повіті Бакеу в Румунії. Входить до складу комуни Ончешть.
Село розташоване на відстані 240 км на північ від Бухареста, 29 км на південний схід від Бакеу, 83 км на південь від Ясс, 127 км на північний захід від Галаца.

## Населення
За даними перепису населення 2002 року у селі проживала 81 особа, усі — румуни. Усі жителі села рідною мовою назвали румунську.